# Senegalia martiusiana
Senegalia martiusiana là một loài thực vật có hoa trong họ Đậu. Loài này được (Steud.) Seigler & Ebinger mô tả khoa học đầu tiên năm 2006.